# Shannonomyia (Shannonomyia) cineracea
Shannonomyia (Shannonomyia) cineracea is een tweevleugelige uit de familie steltmuggen (Limoniidae). De soort komt voor in het Neotropisch gebied.